# Lista planetelor minore/16001–16100
Aceasta este Lista planetelor minore/16001–16100; pentru a naviga prin lista completă vezi Lista planetelor minore.
Pentru ale detalii vezi și Proiect:Astronomie sau Portal:Astronomie.
| Nume               | Denumire provizorie | Data descoperirii  | Locul descoperirii     | Descoperitor(i)                         |
| ------------------ | ------------------- | ------------------ | ---------------------- | --------------------------------------- |
| 16001 -            | 1999 AY21           | 15 ianuarie 1999   | Višnjan Observatory⁠(d) | K. Korlević                             |
| 16002 Bertin       | 1999 AM24           | 15 ianuarie 1999   | Caussols               | ODAS⁠(d)                                 |
| 16003 -            | 1999 BX2            | 19 ianuarie 1999   | Oizumi                 | T. Kobayashi                            |
| 16004 -            | 1999 BZ3            | 20 ianuarie 1999   | Višnjan Observatory⁠(d) | K. Korlević                             |
| 16005 -            | 1999 BP7            | 21 ianuarie 1999   | Višnjan Observatory    | K. Korlević                             |
| 16006 -            | 1999 BJ9            | 22 ianuarie 1999   | Višnjan Observatory    | K. Korlević                             |
| 16007 Kaasalainen  | 1999 BC11           | 20 ianuarie 1999   | Caussols               | ODAS⁠(d)                                 |
| 16008 -            | 1999 CV             | 5 februarie 1999   | Oizumi                 | T. Kobayashi                            |
| 16009 -            | 1999 CM8            | 13 februarie 1999  | Oizumi                 | T. Kobayashi                            |
| 16010 -            | 1999 CG14           | 13 februarie 1999  | Višnjan Observatory⁠(d) | K. Korlević                             |
| 16011 -            | 1999 CM16           | 6 februarie 1999   | Višnjan Observatory    | K. Korlević                             |
| 16012 Jamierubin   | 1999 CG19           | 10 februarie 1999  | Socorro                | LINEAR                                  |
| 16013 Schmidgall   | 1999 CX38           | 10 februarie 1999  | Socorro                | LINEAR                                  |
| 16014 Sinha        | 1999 CB47           | 10 februarie 1999  | Socorro                | LINEAR                                  |
| 16015 Snell        | 1999 CK47           | 10 februarie 1999  | Socorro                | LINEAR                                  |
| 16016 -            | 1999 CB54           | 10 februarie 1999  | Socorro                | LINEAR                                  |
| 16017 Street       | 1999 CX65           | 12 februarie 1999  | Socorro                | LINEAR                                  |
| 16018 -            | 1999 CJ67           | 12 februarie 1999  | Socorro                | LINEAR                                  |
| 16019 Edwardsu     | 1999 CL69           | 12 februarie 1999  | Socorro                | LINEAR                                  |
| 16020 Tevelde      | 1999 CA76           | 12 februarie 1999  | Socorro                | LINEAR                                  |
| 16021 Caseyvaughn  | 1999 CG81           | 12 februarie 1999  | Socorro                | LINEAR                                  |
| 16022 Wissnergross | 1999 CJ86           | 10 februarie 1999  | Socorro                | LINEAR                                  |
| 16023 Alisonyee    | 1999 CV93           | 10 februarie 1999  | Socorro                | LINEAR                                  |
| 16024 -            | 1999 CT101          | 10 februarie 1999  | Socorro                | LINEAR                                  |
| 16025 -            | 1999 CA104          | 12 februarie 1999  | Socorro                | LINEAR                                  |
| 16026 -            | 1999 CM118          | 13 februarie 1999  | Socorro                | LINEAR                                  |
| 16027 -            | 1999 DV1            | 18 februarie 1999  | Haleakala              | NEAT                                    |
| 16028 -            | 1999 DC6            | 17 februarie 1999  | Socorro                | LINEAR                                  |
| 16029 -            | 1999 DQ6            | 20 februarie 1999  | Socorro                | LINEAR                                  |
| 16030 -            | 1999 FS3            | 19 martie 1999     | High Point⁠(d)          | D. K. Chesney⁠(d)                        |
| 16031              | 1999 FJ10           | 20 martie 1999     | King City⁠(d)           | R. G. Sandness⁠(d)                       |
| 16032 -            | 1999 FU30           | 19 martie 1999     | Socorro                | LINEAR                                  |
| 16033 -            | 1999 FT32           | 24 martie 1999     | Višnjan Observatory⁠(d) | K. Korlević                             |
| 16034 -            | 1999 FW32           | 24 martie 1999     | Socorro                | LINEAR                                  |
| 16035 Sasandford   | 1999 FX32           | 24 martie 1999     | Anderson Mesa          | LONEOS                                  |
| 16036 Moroz        | 1999 GV8            | 10 aprilie 1999    | Anderson Mesa          | LONEOS                                  |
| 16037 Sheehan      | 1999 GX8            | 10 aprilie 1999    | Anderson Mesa          | LONEOS                                  |
| 16038 -            | 1999 GD18           | 15 aprilie 1999    | Socorro                | LINEAR                                  |
| 16039 Zeglin       | 1999 GH18           | 15 aprilie 1999    | Socorro                | LINEAR                                  |
| 16040 -            | 1999 GN18           | 15 aprilie 1999    | Socorro                | LINEAR                                  |
| 16041 -            | 1999 GM19           | 15 aprilie 1999    | Socorro                | LINEAR                                  |
| 16042 -            | 1999 GA20           | 15 aprilie 1999    | Socorro                | LINEAR                                  |
| 16043 Yichenzhang  | 1999 GP23           | 6 aprilie 1999     | Socorro                | LINEAR                                  |
| 16044 Kurtbachmann | 1999 GW24           | 6 aprilie 1999     | Socorro                | LINEAR                                  |
| 16045              | 1999 HU2            | 22 aprilie 1999    | Xinglong⁠(d)            | Beijing Schmidt CCD Asteroid Program⁠(d) |
| 16046 Gregnorman   | 1999 JK             | 5 mai 1999         | Reedy Creek            | J. Broughton⁠(d)                         |
| 16047 -            | 1999 JG10           | 8 mai 1999         | Catalina               | CSS                                     |
| 16048 -            | 1999 JU23           | 10 mai 1999        | Socorro                | LINEAR                                  |
| 16049 -            | 1999 JS32           | 10 mai 1999        | Socorro                | LINEAR                                  |
| 16050 -            | 1999 JN35           | 10 mai 1999        | Socorro                | LINEAR                                  |
| 16051 Bernero      | 1999 JF36           | 10 mai 1999        | Socorro                | LINEAR                                  |
| 16052 -            | 1999 JX36           | 10 mai 1999        | Socorro                | LINEAR                                  |
| 16053 Brennan      | 1999 JA40           | 10 mai 1999        | Socorro                | LINEAR                                  |
| 16054 -            | 1999 JP55           | 10 mai 1999        | Socorro                | LINEAR                                  |
| 16055 -            | 1999 JQ56           | 10 mai 1999        | Socorro                | LINEAR                                  |
| 16056 -            | 1999 JN75           | 6 mai 1999         | Socorro                | LINEAR                                  |
| 16057 -            | 1999 JO75           | 6 mai 1999         | Socorro                | LINEAR                                  |
| 16058 -            | 1999 JP75           | 6 mai 1999         | Socorro                | LINEAR                                  |
| 16059 Marybuda     | 1999 JV86           | 12 mai 1999        | Socorro                | LINEAR                                  |
| 16060 -            | 1999 JZ89           | 12 mai 1999        | Socorro                | LINEAR                                  |
| 16061 -            | 1999 JQ117          | 13 mai 1999        | Socorro                | LINEAR                                  |
| 16062 Buncher      | 1999 NR36           | 14 iulie 1999      | Socorro                | LINEAR                                  |
| 16063 -            | 1999 NV36           | 14 iulie 1999      | Socorro                | LINEAR                                  |
| 16064 -            | 1999 RH27           | 5 septembrie 1999  | Catalina               | CSS                                     |
| 16065 Borel        | 1999 RE35           | 11 septembrie 1999 | Prescott⁠(d)            | P. G. Comba⁠(d)                          |
| 16066 -            | 1999 RN39           | 8 septembrie 1999  | Catalina               | CSS                                     |
| 16067 -            | 1999 RA47           | 7 septembrie 1999  | Socorro                | LINEAR                                  |
| 16068 Citron       | 1999 RN86           | 7 septembrie 1999  | Socorro                | LINEAR                                  |
| 16069 Marshafolger | 1999 RS95           | 7 septembrie 1999  | Socorro                | LINEAR                                  |
| 16070 -            | 1999 RB101          | 8 septembrie 1999  | Socorro                | LINEAR                                  |
| 16071 -            | 1999 RW125          | 9 septembrie 1999  | Socorro                | LINEAR                                  |
| 16072 -            | 1999 RE128          | 9 septembrie 1999  | Socorro                | LINEAR                                  |
| 16073 Gaskin       | 1999 RK129          | 9 septembrie 1999  | Socorro                | LINEAR                                  |
| 16074 Georgekaplan | 1999 RR129          | 9 septembrie 1999  | Socorro                | LINEAR                                  |
| 16075 Meglass      | 1999 RL130          | 9 septembrie 1999  | Socorro                | LINEAR                                  |
| 16076 Barryhaase   | 1999 RV131          | 9 septembrie 1999  | Socorro                | LINEAR                                  |
| 16077 Arayhamilton | 1999 RK157          | 9 septembrie 1999  | Socorro                | LINEAR                                  |
| 16078 Carolhersh   | 1999 RG177          | 9 septembrie 1999  | Socorro                | LINEAR                                  |
| 16079 Imada        | 1999 RP181          | 9 septembrie 1999  | Socorro                | LINEAR                                  |
| 16080 -            | 1999 RX184          | 9 septembrie 1999  | Socorro                | LINEAR                                  |
| 16081 -            | 1999 SR15           | 30 septembrie 1999 | Catalina               | CSS                                     |
| 16082 -            | 1999 TR5            | 2 octombrie 1999   | Višnjan Observatory⁠(d) | K. Korlević, M. Jurić⁠(d)                |
| 16083 Jorvik       | 1999 TH12           | 12 octombrie 1999  | Kleť                   | J. Tichá⁠(d), M. Tichý⁠(d)                |
| 16084 -            | 1999 TY18           | 12 octombrie 1999  | Črni Vrh               | Črni Vrh                                |
| 16085 Laffan       | 1999 TM27           | 3 octombrie 1999   | Socorro                | LINEAR                                  |
| 16086 -            | 1999 TF90           | 2 octombrie 1999   | Socorro                | LINEAR                                  |
| 16087 -            | 1999 TR102          | 2 octombrie 1999   | Socorro                | LINEAR                                  |
| 16088 -            | 1999 TJ121          | 4 octombrie 1999   | Socorro                | LINEAR                                  |
| 16089 Lamb         | 1999 TG147          | 7 octombrie 1999   | Socorro                | LINEAR                                  |
| 16090 Lukaszewski  | 1999 TN147          | 7 octombrie 1999   | Socorro                | LINEAR                                  |
| 16091 Malchiodi    | 1999 TO152          | 7 octombrie 1999   | Socorro                | LINEAR                                  |
| 16092 -            | 1999 TP171          | 10 octombrie 1999  | Socorro                | LINEAR                                  |
| 16093 -            | 1999 TQ180          | 10 octombrie 1999  | Socorro                | LINEAR                                  |
| 16094 Scottmccord  | 1999 TQ222          | 2 octombrie 1999   | Socorro                | LINEAR                                  |
| 16095 -            | 1999 TA249          | 8 octombrie 1999   | Catalina               | CSS                                     |
| 16096              | 1999 US6            | 29 octombrie 1999  | Xinglong⁠(d)            | Beijing Schmidt CCD Asteroid Program⁠(d) |
| 16097 -            | 1999 UE50           | 30 octombrie 1999  | Catalina               | CSS                                     |
| 16098 -            | 1999 VR9            | 9 noiembrie 1999   | Višnjan Observatory⁠(d) | K. Korlević                             |
| 16099 -            | 1999 VQ24           | 15 noiembrie 1999  | Ondřejov⁠(d)            | P. Kušnirák⁠(d), P. Pravec⁠(d)            |
| 16100 -            | 1999 VO30           | 3 noiembrie 1999   | Socorro                | LINEAR                                  |